# Древногръцка скулптура
Древногръцката скулптура е един от най-представителните жанрове в художествения живот на Древна Гърция, с достигнали до съвременността образци, тъй като с изключение на предмети от древногръцката керамика, образците на древногръцка живопис са рядкост.
Съвременната история на изкуството разглежда три основни периода в създаването на скулптури от бронз и камък: архаичен
(от около 650 г. пр.н.е. до 480 г. пр.н.е.), класически (480 – 323 г. пр.н.е.) и елинистичен. От всички периоди освен статуи са намерени голям брой теракотени фигурки и малки скулптури от метал и други материали.
Още много рано древните гърци избират човешката фигура като основен сюжет, изразител на многообразни идеи. Представата за боговете им в човешка форма води до това, че почти няма разлика при изобразяването на религиозните и битовите фигури, всички те са с човешки тела. Голите статуи на Аполон или Херкулес само леко се различават от тази на текущия олимпийски шампион по бокс. Основна форма на скулптура са статуите, отначало единични, но към Елинистичната епоха все по-често изобразявани в групи. Важно място заемат и релефите, които често са ясно изразени орелефи, или почти свободно стоящи фигури.

## История
Микенските корени на древногръцката скулптура са добре познати. За предтеча на по-късните произведения се счита една бронзова статуетка (на Аполон Алазиотас, бог на Аласия или друг бог), с шлем с дълги рога, открита в светилище в Енгоми (Кипър) и датирана към XII век пр.н.е. Друга интересна находка, датирана към 920 г. пр.н.е., е теракотена фигурка на кентавър, погребана на две части в Лефканди.
Редица предмети от слонова кост, теракота и бронз свидетелстват, че изобразителното изкуство е продължавало да съществува и през ранножелязната епоха, като скулптурата от периода е под формата на груби култови статуи от камък или дърво (ксоанони), за които знаем само по описания. От VII в. пр.н.е. нататък предметите на изкуството стават все по-многобройни: статуи и релефи в ориентализиращ стил, бронзови украшения на съдове и оръжия, големи съдове от теракота с релефи, теракотени статуетки. По същото време възниква и монументалната скулптура (храм А на Приниас на Крит). Майсторите на Родос през VII и началото на VI век пр.н.е. започват първоначално да копират египетски образци на малка пластика, а по-късно да творят и свои собствени предмети.

### Архаичен период
През архаичната епоха се появяват първите свободно стоящи статуи. Разглеждани според египетските образци, архаичните гръцки статуи изглеждат доста сковани, прекалено опростени, несръчни и по-малко реалистични. Докато египетският скулптор позволява краката и бедрата на женската фигура да се очертаят през полата, гръцкият изобразява плътна маса, от която се подават само пръстите на краката. Но гръцките статуи имат и своите достойнства. Преди всичко те са първите големи каменни човешки фигури в цялата история на изкуството, които могат да стоят напълно самостоятелно. Женска статуя от този тип се нарича ко̀ра (девойка), а мъжка – курос (младеж). Куросът е винаги гол, докато ко̀рата е облечена. Двата вида са създавани в големи количества през архаичната епоха. Лицата постепенно стават по-живи, появява се архаичната усмивка, а при изобразяването на телата нараства вниманието към пропорциите и анатомията на човешкото тяло.
- Курос от Дипилон, ок. 600 BC, Атина, музей Керамейк.
- Мосхофорос или носач на теле, ок. 570 BC, Атина, Нов музей на Акропола.
- Ко̀ра Фрасикилея,ок. 550 BC, Атина, Национален археологически музей, Атина (НАМА).
- Ко̀ра Пеплос,ок. 530 BC, Атина, Нов музей на Акропола.
- Фриз от Сифнийската съкровищница, Делфи, изобразяващ Гигантомахия, ок. 525 BC, Археологически музей в Делфи.
- Ко̀ра от Евтидикос, ок. 490 BC, Атина, оторизирана реплика, оригиналът е в НАМА
- Глава на етиопец и женска глава с надпис тип калос. Атически гръцки червенофигурен арибал, ок. 520– 510 пр.н.е.

### Класически период
Класическият период настъпва с революция в гръцката скулптура, понякога свързвана от историците с въвеждането на демокрацията и края на аристократичната култура, свързана с куросите. Настъпват промени в стила и функцията на скулптурата, а успоредно с това драматично нарастват техническите умения в изобразяването на реалистични човешки форми. Позите също стават по-реалистични, особено в началото на периода. Това е въплътено в произведения като Момчето от Критиос (480 г. пр. н. е.), изваяно с най-ранната известна употреба на контрапосто („контрапозиция“), и Колесничарят от Делфи (474 г. пр. н. е.). От около 500 г. пр. н. е. гръцките статуи започват все повече да изобразяват реални хора, за разлика от неясните интерпретации на митовете или изцяло измислените оброчни статуи, въпреки че стилът, в който са представени, все още не се е развил в реалистичната форма на портрет. Статуите на Хармодиус и Аристогитон, поставени в Атина, отбелязват свалянето на аристократичната тирания и се смята, че са първите обществени паметници, показващи действителни личности.
В класическия период също се наблюдава увеличаване на използването на статуи и скулптури за украса на сгради. Характерните храмове от класическата епоха, като Партенонът в Атина и храмът на Зевс в Олимпия използват релефна скулптура за декоративните фризове и кръгла скулптура за запълване на триъгълните полета на фронтоните. Повечето от тези произведения са оцелели само във фрагменти, например мраморите от Партенона, приблизително половината от които са изложени в Британския музей.
Погребалните статуи еволюират от суровите и безлични куроси от архаичния период към силно лични семейни групи от класическия период. Тези паметници обикновено се откриват в предградията на Атина, които в древността са били гробища в покрайнините. Въпреки че някои от тях изобразяват „идеални“ типове – скърбящата майка, послушният син – те все по-често изобразяват реални хора и често показват починалия, който се прощава със семейството си. Това е значително увеличение на нивото на емоция в сравнение с архаичната и геометричната епохи.
Друга забележителна промяна е отбелязването на авторството. Цялата информация за скулптурата от геометричния и архаичния периоди касае самите произведения и авторите рядко са известни. Известни скулптори от класическата епоха са Фидий, ръководил проекта и изграждането на Партенона, и Праксител, чиито са първите забележителни от художествена гледна точка голи женски скулптури. Афродита Книдска на Праксител, която е оцеляла във вид на копия, често се споменава и възхвалява от Плиний Стари.
Твърди се, че Лизистрат е първият, който използва гипсови форми, взети от живи хора, за да създаде портрети с помощта на междинно изливане с восък (lost-vax casting), а също така разработва техника за копиране на съществуващи статуи. Той произхожда от семейство на скулптори и брат му, Лизип от Сикион, създава хиляда и петстотин статуи през живота си.
Статуята на Зевс в Олимпия и статуята на Атина Партенос (и двете хризелефантинни, изпълнени от Фидий или под негово ръководство и считани за най-великите класически скулптури) са изгубени, въпреки че има техни по-малки копия (от други материали) и съществуват добри описания и на двете. Техният размер и великолепие подтикват по-късните поколения да ги присвоят през византийския период и двете са преместени в Константинопол, където по-късно са унищожени.
- Момчето от Критиос, мрамор, ок. 480 BC Музей на Акропола, Атина.
- Копие на Диадуменос на Поликлет, НАМА.
- „Венера Браски“ от Праксител, тип Афродита Книдска, Глиптотека (Мюнхен).
- Семейна група върху надгробен паметник от Атина, НАМА
- Момче от Маратон, бронзова статуя от IV век пр.н.е., вероятно от школата на Праксител, НАМА.
- Хермес Аталант, вероятно от Лизип, НАМА.
- Теракотена ваза във формата на главата на Дионис, ок. 410 BC; Музей на древната агора в Атина
- Керамичен съд, Афродита в мида; открита в гробището на Фанагория, Боспорско царство, Южна Русия), началото на IV век пр.н.е.; Ермитаж, Санкт Петербург.
- Надгробна стела на Дексилеос, 394 – 393 г. Атинският кавалерист Дексилеос се бие с гол хоплит в Коринтската война.[7]

### Елинистичен период
Преходът от класическия към елинистическия период настъпва през IV век пр.н.е. Гръцкото изкуство става все по-разнообразно, повлияно от културите на народите, покорени от завоеванията на Александър Велики (336 г. до 323 пр.н.е.). Според някои историци на изкуството това се описва като спад в качеството и оригиналността; обаче хората от онова време може да не са споделяли тази гледна точка. Днес се знае, че много скулптури, считани преди за класически шедьоври, са от елинистическата епоха. Техническите способности на елинистическите скулптори са ясно доказани в такива големи творби като Крилатата победа на Самотраки и Пергамският олтар. Нови центрове на гръцката култура, особено в скулптурата, се развиват в Александрия, Антиохия, Пергам и други градове. Към II век пр. н. е. намиращият се във възход Древен Рим също приема голяма част от гръцката скулптурна традиция и става пазар за нейните продукти.
През този период скулптурата отново преживява промяна към нарастващ натурализъм. Обикновените хора, жените, децата, животните и домашните сцени стават приемливи теми за скулптура, поръчвана от богати семейства за украса на техните домове и градини. Създадени са реалистични фигури на мъже и жени от всички възрасти и скулпторите вече не се чувстват задължени да изобразяват хората като идеали за красота или физическо съвършенство. В същото време новите елинистически градове, изникващи в Египет, Сирия и Мала Азия, търсят за своите храмове и обществени места статуи, изобразяващи боговете и героите на Гърция. Това превръща скулптурата, подобно на керамиката, в индустрия, с последваща стандартизация и известно понижаване на качеството. По тези причини до настоящето са оцелели доста повече елинистически статуи в сравнение с класическия период.
Наред с естественото преминаване към натурализма, настъпва промяна и в израза на скулптурите, те започват да изразяват повече сила и енергия. Един лесен начин да се види промяната е сравнение със скулптурите от класическия период. Класическият период е имал скулптури като колесничаря от Делфи, изразяващи смирение. Скулптурите от елинистическия период обаче изразяват повече сила и енергия, както се вижда в Жокей на Артемисион.
Някои от най-известните елинистически скулптури са Крилатата победа на Самотраки (II или I век пр. н. е.), статуята на Афродита от остров Мелос, известна като Венера Милоска (средата на II век пр.н.е.), Умиращият гал (около 230 г пр.н.е.) и монументалната група Лаокоон и неговите синове (края на I век пр.н.е.). Всички тези статуи изобразяват класически теми, но изработката им е много по-чувствена и емоционална, отколкото би позволил строгият вкус или техническите умения на класическия период. Елинистичната скулптура също е белязана от увеличаване на мащаба, което достига кулминацията си в Родоския колос (края на III век пр.н.е.), за който се смята, че е бил приблизително с размера на Статуята на свободата. Комбинираният ефект от земетресения и грабежи са унищожили това, както и всички други много големи произведения от този период.
- Елинистичен принц, бронзова статуетка, отначало смятана за Селевкид или Атал II от Пергам, днес считана за портрет на римски генерал, направен от гръцки скулптор в Рим през II век пр.н.е.
- Нике от Самотраки, Лувър, Париж
- Надгробен паметник: умиращият Адонис, полихромна теракота, етруско изкуство отТоскана, 250 – 100 пр.н.е.
- Фрагмент от мраморен релеф на кора, III век пр.н.е., Пантикапей, (Крим), Боспорско царство
- Древногръцка теракотена глава на млад мъж, открита в Таранто, ок. 300 BC, Antikensammlung Берлин.
- Женска глава, включваща ваза (лекитос), ок. 325-300 г. пр.н.е.
- Бронзов портрет на неизвестен с инкрустирани очи, елинистически период, I век пр.н.е., открит в езерото Палестра на остров Делос.
- Надгробна плоча на жена с дете роб, която я обслужва, ок. 100 BC (ранен период на Римска Гърция)
- Жокеят от Артемизион. Късноелинистична бронзова статуя на жокей, Национален археологически музей, Атина

## Характеристики

### Религиозна роля
Всяко от произведенията на древногръцката скулптура е създадено с определена цел и много често е в рамките на религиозен култ. Най-старите паметници на кръглата скулптура датират от края на VII в. пр.н.е. Те продължават една много стара традиция, представена от дървените култови статуи, наричани ксоанон (ξόανον). Приблизителна представа за тези първи скулптури дават най-древните каменни произведения, в които още личи техниката на резбата. В изображенията на боговете древните елини въплъщават идеята за самите божества. Строят им храмове – жилища, принасят им жертви и (оброчни) дарове. Нерелигиозни теми започват да се появяват в скулптурата едва от началото на IV в. пр.н.е.
Обикновено скулптурните фигури са не по-големи от човешки ръст, често са дори по-малки. Най-големите са били хризелефантинните статуи на Зевс в Олимпия и на Атина в Партенона на Фидий в съответните им храмове, а най-малките са дребните теракотени статуетки. Най-често срещани са глинените, бронзовите и мраморните статуетки. По-редки са статуетките от мек варовик, поради нетрайността на материала. Освен главните богове, постоянни теми са въображаемите фантастични същества от митологията, обитаващи пространствата между света на небесните боговете и хората, или подземния свят. Многобройните изображения на същества като сфинксове, горгони, грифони и др., имат за цел да задържат в себе си злата сила. Например, вярва се, че образът на мъртвия върху надгробния паметник задържа тази сила и не ѝ позволява да смущава живите.
Голяма част от произведенията на древногръцката пластика са предназначени за оброчни дарове в храмове и светилища. Фигуралното пластично изображение на животно, представено в светилището, играе роля на жертвен принос в религиозната практика. Антропоморфизмът на древногръцката религия налага човешки образ на божеството, което води до немалко трудности при тълкуване на статуите, особено ако липсват надписи или допълнителни данни. Често те са сходни по материал, техника и поза. Едва в по-късните епохи става практика покрай човешкия образ, представящ божеството, да се изобразява животно или предмет, тясно свързани с култа, както и постоянните атрибути на бога. Например образът на Зевс често е придружен от орел, а на Атина – от кукумявка.

### Тематика
Антропоморфичната религия, в която култът е тясно свързан с изображението на боговете, предявява изискване към скулптора да даде конкретна форма на образа, в който неговите съграждани си представят божеството. Затова той трябва да изучава човешкото тяло, тъй като боговете са подобни на хората, и чрез изкуството си да му придаде съвършената красота, достойна за боговете. Още в ранната архаична епоха скулпторите се стремят към истина и анатомическа вярност и в същото време се стараят по интелектуален път да проникнат в тайните на тялото, което изучават. Убеждението, че красотата се крие в математически съотношения, рационални или ирационални, чийто закон човешкият ум е в състояние да открие, води до първите опити да се определи някаква система на идеалните пропорции на човешкото тяло. Такъв опит прави скулпторът Поликлет с труда си „Канон“.
Важна отличителна черта на творбите е обобщеността, образите са типични, а не конкретни. Голото тяло заема почетно място в скулптурата на Елада, но то се отнася главно до момчешката голота (курос), не и за тялото на момичето/жената (кора). В архаичната скулптура женското тяло е почти винаги плътно облечено, в класическата – покрито с диплите на облеклото, а от IV в. насетне се разкрива с блестящата си голота. На лицата на статуите често е застинала т.нар. архаична усмивка.
В скулптурата присъстват няколко постоянни митологични теми: Гигантомахия, Амазономахия (битка между гърци и амазонки), Кентавромахия, Троянската война, подвизите на Херакъл. Те дават безброй сюжети не само за монументална скулптура, но и за хиляди по-малки изображения или дребни предмети на бита, украсявани със скулптурни образи – фибули, оръжие, разнообразни домашни предмети, малки плочки и др.
От IV в. пр.н.е. насетне религиозните сюжети в скулптурите намаляват. В духовния и художествения живот се появяват нови тенденции, като обожествяването на простосмъртни, култ към личности, съумели да завладеят умовете и сърцата на своите съвременници, или прочути владетели.

### Материали и техники
Най-честите материали са мрамор, бронз и глина, като последната е традиционна суровина, наследена от практиката на много поколения. Скулпторите използват глина главно през архаическата епоха. От глина са хилядите малки статуетки в домашните олтари, в гробовете на обикновените хора. Мраморът е материалът на знатното монументално изкуство. От мрамор се ваят най-вече релефи или триизмерни фигури в покой.
Към класическия период, приблизително V и IV век пр.н.е., монументалната скулптура е изработена почти изцяло от мрамор или бронз като отлетият бронз се превръща в предпочитан материал за големи творби към началото на V век пр.н.е.. Много скулптури от периода са известни само като мраморни копия, направени за римския пазар, и първоначално са били изработени от бронз. По-малките произведения използват голямо разнообразие от материали, много от тях скъпоценни, с много голямо производство на фигурки от теракота. Териториите на древна Гърция, с изключение на Сицилия и Южна Италия, съдържат изобилие от фин мрамор, като най-ценени са пентелийският и пароският мрамор. Рудите за изработване на бронз също са относително лесни за добиване.
И мраморът, и бронзът са лесни за оформяне и много издръжливи. Както и в повечето древни култури несъмнено е имало и скулптури от дърво, за които знаем много малко. Те обикновено са големи, с глава и откритите части на тялото от мрамор, но облечените части от дърво. Оцелели са много малко оригинални бронзови фигури, тъй като бронзът винаги е имал значителна стойност за повторна употреба от следващите поколения. Все пак през последните години морската археология добавя няколко грандиозни находки, като бронзовите статуи от Риаче и Артемизион, които значително разширяват съвременните разбирания. Обикновеният варовик е използван в архаичния период, но след това само за архитектурна скулптура и декорация, освен в районите на съвременна Италия без находища на мрамор. Гипс или щукатура понякога се използват само за косата.
Хризелефантинните скулптури, използвани за храмови култови изображения и по-луксозни произведения, са изработени с дървена основа, покрити със злато и слонова кост (най-често под формата на плочки) за всички видими части на тялото (лице и ръце), и вероятно скъпоценни камъни и други материали, но те са много по-рядко срещани и от тях са оцелели само фрагменти. Много статуи са имали бижута, както се вижда от дупките за закрепването им, и държат оръжия или други предмети от различни материали.
Техниката за работа с мрамор от класическата епоха все още не позволява моделирането на фигури в произволни пози и жестове. Едва от през елинистическата епоха се преодоляват някои трудности, което позволява създаването на по-съвършени в техническо отношение творби. За фигури в движение и в неустойчиви пози се използва техниката на бронзолеенето. Скулпторите понякога прибавят към фигурите бронзови предмети, които прикачват умело върху мрамора. След работата на скулптора творбата се поема и довършва от живописец. През архаическата епоха при оцветяването на мраморните и глинените статуи не се съобразяват с действителните цветове на човешките фигури. По бронзовите статуи създават различно оцветени места с помощта на изкуствена патина. В орбитите на очите слагат цветни камъни или стъкло или върху камъка рисували зениците, за да изглежда, че статуята гледа. През класическата епоха оцветяването става по-нормално, с близки до естествените цветове.
Особен дял на скулптурата върху метал е гравьорството или глиптиката. С нея се изработват калъпи за монети, върху които са запазени понякога забележителни произведения. Гравьорите развили до съвършенство изкуството да издълбават в твърд камък изображения (геми) или в метал матрици за сечене на монети.

## Представители
Произведенията на древногръцките ваятели са достигнали до нас предимно като реплики. Известно е, че през римската епоха богатите ценители на изкуството (Цицерон и Плиний Млади го потвърждават) обичали да се обграждат със скулптурни портрети на големите философи, поети и оратори и украсявали с тях библиотеките и градините си. Преобладаващата част от запазените автентични творби обаче са големите ансамбли на декоративната скулптура, като фризът и фронтонът на съкровищницата на о. Сифнос и метопите на съкровищницата на град Атина в Делфи, метопите и фронтоните на храма на Зевс в Олимпия, метопите, фризът и фронтоните на Партенона, фризът на град Басе-Фигалия, скулптурната украса на мавзолея в Халикарнас. Последната е дело на Скопас, който е подпомогнат от Леохар, Бриаксис и Тимотей.
- Силанион е портретист на Платон.
- Мирон е древногръцки скулптор от средата на V в. пр.н.е. Негови най-известни творби са бегачът Ладас, който пада мъртъв в момента на победата, статуя на крава и „Дискохвъргачът“.
- Фидий е скулптор и архитект от V в. пр.н.е. Негови са внушителните скулптури на Атина в Партенона и на Зевс в Олимпия. На височина са достигали 13 метра и са били покрити със слонова кост и злато.
- Праксител е един от най-известните елински ваятели от IV в. пр.н.е., изразявал безгрижието и спокойното наслаждение. Създал е знаменитата статуя „Хермес с детето Дионис“, която се намира в музея в Олимпия и „Афродита Книдска“. Другите творби на Праксител са известни като римски реплики.
- Лизип е скулптор от IV век пр.н.е. Известни негови произведения са „Ерос, опъващ лък“ и „Агиас“ в Делфи. Всичките му творбите са били бронзови.

Гравьори на монети са били Евайнет, Кимон и Евклид, изработвали монети в Сиракуза от края на V и началото на IV в. пр. н. е.,които не отстъпват по нищо на най-добрите скулптори на своето време